# Simina Grigoriu

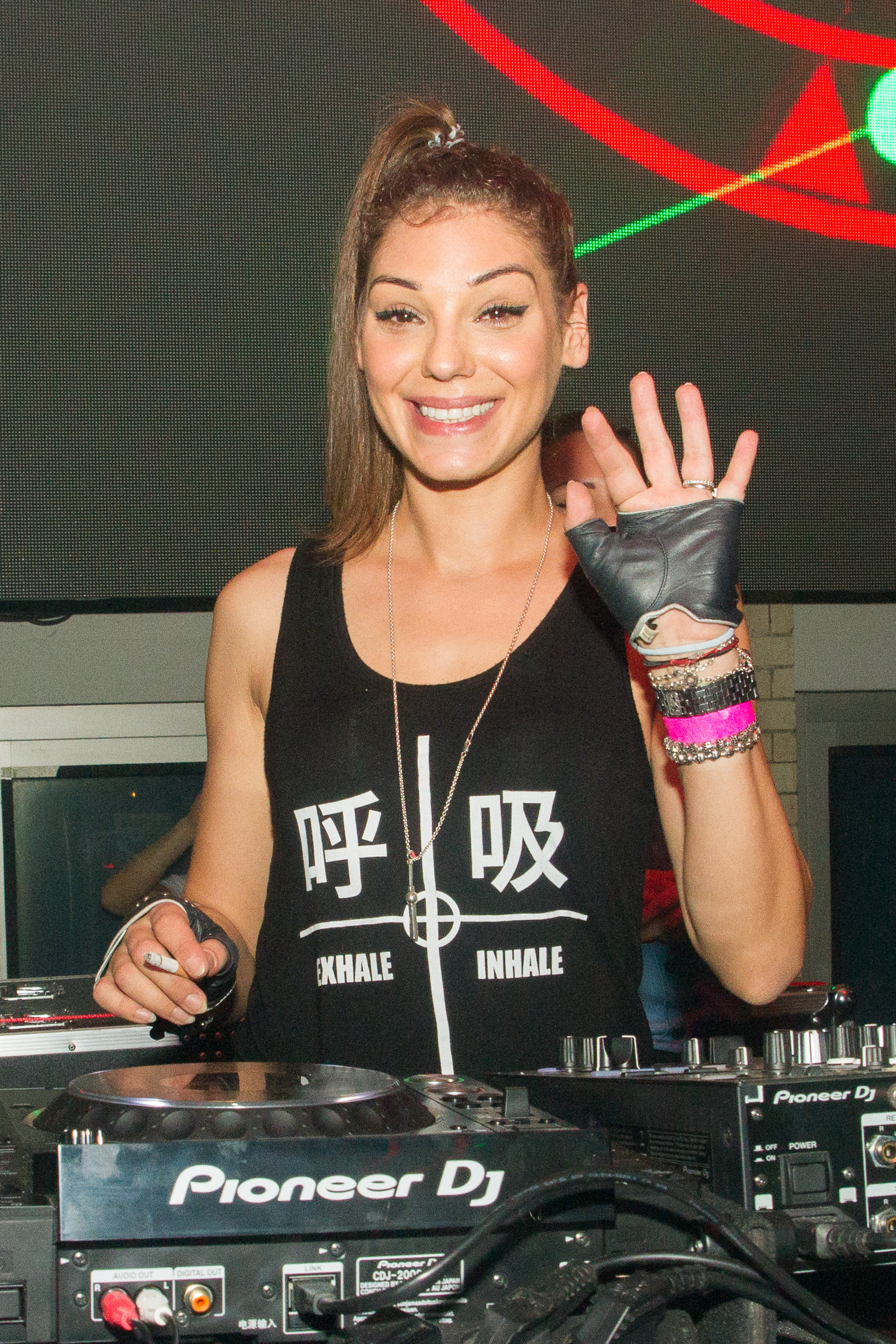
Grigoriu beim Sterne und Bass im Berliner E-Werk

Ana Simina Grigoriu, verheiratete Kalkbrenner, (* 8. Mai 1981 in Bukarest, Rumänien) ist eine rumänisch-kanadische DJ und Musikproduzentin aus Toronto, die seit 2008 in Berlin lebt und  Techno-Musik produziert.

## Leben

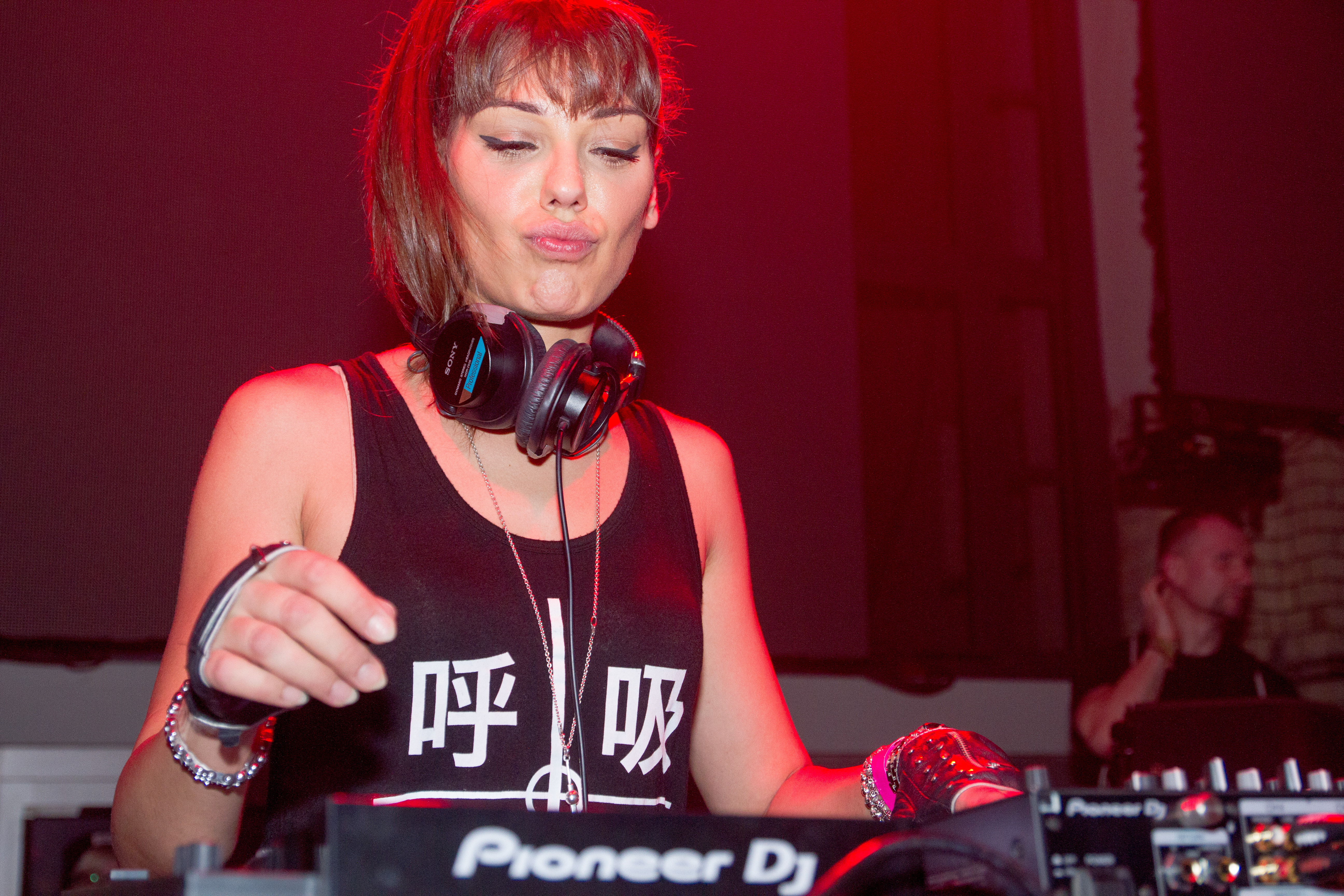
Grigoriu bei einem Live DJ-Set

Grigoriu wurde in Rumänien geboren. Unter dem Ceaușescu-Regime flohen ihre Eltern nach Toronto, Kanada, als sie drei Jahre alt war. Nach der Trennung ihrer Eltern ging der Vater 1989 ins Heimatland zurück, während ihre Mutter mit den Kindern in Kanada blieb.
In Toronto begann sie während ihrer Zeit an der Earl Haig Secondary School zunächst das Rappen, entdeckte dann aber bald ihre Vorliebe für elektronische Musik. Während ihrer Highschool-Zeit bis 2000 besuchte sie auch die private School of Liberal Arts (SOLA). Im Anschluss studierte sie bis 2004 Drucktechnik und Marketing sowie Unternehmerschaft und Innovation an der Ryerson University.
Nachdem sie in Toronto den Musiker Paul Kalkbrenner auf seiner Promotion Tour für seinen Film Berlin Calling kennengelernt hatte, zog sie im Sommer 2008 zu ihm nach Berlin, wo sie in zahlreichen Clubs und auf mehreren Veranstaltungen auflegte. Zudem baute sie hier an seiner Seite auch ihre Produktionskenntnisse aus. 2010 trat sie im Vorprogramm von Kalkbrenners Berlin-Calling-Konzerttour auf. Am 24. August 2012 veröffentlichte sie ihr selbstproduziertes Debütalbum Exit City. Seit dem 25. August 2012 ist Grigoriu mit Paul Kalkbrenner verheiratet. Sie heirateten unter Ausschluss der Öffentlichkeit auf Schloss Herzfelde in der Uckermark. Am 20. April 2015 kam die erste gemeinsame Tochter zur Welt, im Februar 2021 folgte eine zweite Tochter.

## Diskografie

### Alben
- 2012: Exit City (Susumu Records)

### Singles und EPs
- 2010: Mukluks & Ponytails (Sonat Records)
- 2011: Nebuna Stricata (Phase Insane Records)
- 2011: Project Boondocks Part 1–3 (Frequenza Records)
- 2011: La Palmas (Intellectro Vibe Records, zusammen mit Imerio Vitti und Luca Vera)
- 2011: Writers (Sonat Records, zusammen mit Ludovic Wendi)
- 2012: Baby (Susumu Records, zusammen mit Imerio Vitti)
- 2012: Kokopelli (Susumu Records)
- 2016: Techno Monkey / Ninja Princess (Kuukou Records)